# Amblyolpium dollfusi
Espèce
Amblyolpium dollfusi est une espèce de pseudoscorpions de la famille des Garypinidae.

## Distribution
Cette espèce se rencontre en France et en Italie.

## Description
L'holotype mesure 2,5 mm.

## Étymologie
Cette espèce est nommée en l'honneur d'Adrien Dollfus.

## Publication originale
- Simon, 1898 : Étude sur les Arachnides de la région des Maures (Var). Feuille des Jeunes Naturalistes, sér. 3, vol. 29, p. 2-4.